# Escola Municipal de Música Josep Maria Ruera
L'Escola Municipal de Música Josep Maria Ruera és el centre municipal d'estudis musicals de la ciutat de Granollers, creada el 1928. Ofereix formació de nivell elemental i és també conservatori de Grau Professional.
A la dècada de 1920 Granollers experimenta una creixent activitat musical amb la presència de diversos cors i orquestres de la ciutat. Aquest interès per la música culmina quan el 17 de novembre del 1927, l'Ajuntament proposa la creació d'una Escola Municipal de Música, formant una Junta Gestora que aconsegueix que en el pressupost del 1928 ja hi consti una aportació per a la futura escola. El 22 de març de 1928 es van fer les que serien les primeres oposicions per cobrir les places de professors de solfeig-teoria i piano de la nova escola que van ser guanyades pels mestres Josep M. Ruera i Aureli Font, que des de llavors van començar a treballar sense descans pel bon funcionament d'aquest nou centre educatiu.
El setembre del mateix any es va inaugurar el curs 1928-29 amb 68 alumnes inscrits. Les classes es feien ocupant dues aules de l'Escola Pereanton. Aviat es van convocar unes oposicions per cobrir, primer, la plaça de professor de clarinet-saxofon (concedida al mestre Joaquim Pla) i, poc després, la de violí, guanyada pel mestre Joan Coll. Durant l'any 1929, les matrícules de l'Escola van arribar a 78, i el nombre de professors es va veure incrementat en dos més, en ser convocades les oposicions per cobrir les places d'instruments alts i baixos de metall (atorgades als mestres Joan Godo i Tomàs i Àngel Viñolas i Ridorsa). A finals d'aquell mateix any, s'atorgà la plaça de director interí de l'Escola al mestre Joan B. Lambert, i de sotsdirector, al mestre Josep M. Ruera.
El 1931 es va traslladar l'escola a una nova ubicació: el primer pis de Can Compte, a la plaça de la Porxada. El 1945, després de la mort de Joan B. Lambert, el càrrec de director va recaure en Josep Maria Ruera. I el 1954 el centre esdevé una filial del Conservatori del Liceu, fet que permetia el reconeixement oficial dels estudis que s'hi realitzaven. El creixement del centre va motivar un nou canvi d'ubicació el 1959, any en què l'escola es va traslladar a la Casa de Cultura Sant Francesc.
Als anys 80 el centre experimenta canvis importants: El 1983 el centre rep el nom de Josep Maria Ruera en honor del qui encara n'era el director des de feia quasi 40 anys i és reconegut com a conservatori elemental, deixant doncs de dependre de cap altre institució acadèmica. el 1984 el mestre Ruera va deixar el càrrec per motius de salut i la direcció va recaure en el músic granollerí Carles Riera. El 1989 el centre canvia novament d'ubicació traslladant-se a l'edifici veí de Can Puntes, on seguiria fina que el 2005 s'inaugurés l'edifici actual, a l'ala est del Teatre Auditori de Granollers. El 2010, en motiu de la mort de Carles Riera, la direcció va recaure en Josep Maria Roger, que va exercir el càrrec fins al 2014, moment en què l'assumí l'actual directora, Anna Maria Piera.